# Mondor-Gletscher
Der Mondor-Gletscher ist ein 5,5 km langer Gletscher im Norden des Grahamlands auf der Antarktischen Halbinsel. Auf der Trinity-Halbinsel fließt er vom Kopfende des Depot-Gletschers in südwestlicher Richtung zur Duse Bay. Gemeinsam mit dem Depot-Gletscher nimmt er die Senke zwischen der Hope Bay und der Duse Bay ein.
Der Falkland Islands Dependencies Survey nahm 1946 und 1956 Vermessungen und schließlich auch die Benennung in Anlehnung an die Benennung der Operation Tabarin. Tabarin und Mondor sind Figuren aus dem Buch Inventaire universel des œuvres de Tabarin des französischen Schauspielers Antoine Girard von 1622.